# Myrmarachne penicillata
Myrmarachne penicillata är en spindelart som beskrevs av Cândido Firmino de Mello-Leitão 1933. 
Myrmarachne penicillata ingår i släktet Myrmarachne och familjen hoppspindlar. Inga underarter finns listade i Catalogue of Life.